# Adelaide Penha de Magalhães
Adelaide da Conceição Penha Ferreira de Magalhães (Faia, Cabeceiras de Basto, 19 de mayo de 1874-Refojos de Riba de Ave, Santo Tirso, 12 de abril de 1945), fue una profesora, escritora feminista, y activista republicana portuguesa, habiendo ejercido la política local durante la Primera República Portuguesa

## Biografía
Adelaide Penha de Magalhães ejerció un cargo político en la administración estatal local, donde votaba en esas mismas Asambleas generales de la Junta Provisoria. Fue una de las primeras mujeres en ejercer algún tipo de cargo político, donde sirvió en la Primera República ejerciendo ese papel en la Cámara de Santo Tirso en 1910, habiendo sido sucedida en la segunda votación por Manuel Gil dos Reis Carneiro Dias de Carvalho Ferreira, político, concejal mandato cumplido, y ocupando varios cargos en la Administración Local.
Fomentó y promovió, junto con su esposo, la construcción de varias escuelas mixtas en Santo Tirso, luego desde el año 1910, en las freguesias de Reguenga, Lamelas y Refojos de Riba de Ave, donde fue profesoraa, con la intención de reducir el analfabetismo en las masas populares.
Colaboró incluso antes de la implantación de la República, en semanarios republicanos, apareciendo al menos ya a sus 22 años en 1896. El director de "O Jornal", Leão de Meireles, era republicano y afincado en uno de los únicos Concejos republicanos, todavía en tiempo de la monarquía. En 1929 quien fue el defensor del Jornal en un pleito judicial fue el propio António Moreira de Sá Couto, cuñado de Adelaide Penha de Magalhães.
Escribía activamente para ese periódico, como para el "Pacense", el "Jornal de Paços de Ferreira", semanario republicano, usando los apelativos de "Adelaide Penha de Magalhães", y de "A. C. Penha Guimarães" en escritos que aparecen muy impulsivos, por lo que no podría asociarse a una mujer. Colaboraba también en ese periódico republicano como lo hacía Virginia Quaresma, Virgínia de Castro e Almeida, Ana de Castro Osório, Alda Guerreiro, Bernardino Machado, y otras como Maria Amália Vaz de Carvalho
Su padre, José Benjamim de Magalhães, músico, y sus tías profesoras, le permitieron tener una cultura y una educación que para la época era bastante moderna. Estudió en Braga, donde se encontraba con su pariente João Penha. Su marido, Manuel Carneiro Ferreira, ejerció un cargo político en las primeras votaciones simultáneamente con su mujer. El matrimonio tuvo siete hijos: dos varones, António Penha Ferreira y Manuel Penha Ferreira, y cinco niñas, Elvira, Maria, Augusta, Emilia, y Mariete.
Falleció el 12 de abril de 1945 siendo sepultada en Refojos de Riba de Ave, en Santo Tirso.